# Plesioneuron hopeanum
Plesioneuron hopeanum är en kärrbräkenväxtart som först beskrevs av Bak., och fick sitt nu gällande namn av Holtt. Plesioneuron hopeanum ingår i släktet Plesioneuron och familjen Thelypteridaceae. Utöver nominatformen finns också underarten P. h. acutilobum.